# John Cooper (amerikaifutball-edző)
John Harold Cooper (Powell, Tennessee, 1937. július 2. –) amerikai amerikaifutball-játékos és -edző, 1988 és 2000 között az Ohio State Buckeyes vezetőedzője. A pozíciót korábban a Tulsa Golden Hurricane-nél és az Arizona State Sun Devilsnél is betöltötte. 1981 és 1985 között a Golden Hurricane atlétikai igazgatója volt.

## Fiatalkora
1955-ben érettségizett a powelli középiskolában, majd két évig a hadseregben szolgált. 1959 és 1961 között az Iowa State Cyclones amerikaifutball-játékosa volt; negyedévesen csapatkapitánynak és a legértékesebb játékosnak választották. 1962-ben testnevelő szakon szerzett diplomát.

## Edzőként
1962-ben az Iowa State Cyclones, 1963–1964-ben pedig az Oregon State Beavers helyettese volt; utóbbi csapat megnyerte az Athletic Association of Western Universities bajnokságát és kijutott a Rose Bowlra. 1965–1966-ban Cooper a UCLA Bruins munkatársa volt, majd 1967-ben a Kansas Jayhawks védőkoordinátora lett; a csapat 1968-ban megnyerte a Big 8 Conference bajnokságát. 1972 és 1976 között a Kentucky Wildcats edzőhelyettesi pozícióját töltötte be.
1977-ben a Tulsa Golden Hurricane vezetőedzőjévé nevezték ki; a csapat ötször nyerte meg a konferenciabajnokságot, Cooper pedig az itt töltött éveket pályafutása legjobb időszakának nevezte. 1985-ben az Arizona State Sun Devils vezetőedzője lett; három bowlmérkőzést nyertek. 1987. december 31-én elfogadta az Ohio State Buckeyes vezetőedzői felkérését.
Első szezonját a csapat 1966 óta először vesztesen zárta, de 1993-ban, 1996-ban és 1998-ban is konferenciabajnokok lettek, emellett 111 győzelme Woody Hayes eredménye után a második legtöbb. Számos játékosa (például Andy Katzenmoyer, Mike Vrabel és Orlando Pace) díjakat nyert és az NFL-draftek során kiválasztották őket. A csapat legjelentősebb ellenfele, a Michigan Wolverines ellen 2–10–1-es eredményt ért el. 1997-ben ők lettek az első csapat, amely a Big Ten és a Pacific-10 konferenciákat is megnyerve jutott ki a Rose Bowlra.
1998-ban 8–0-s eredményt értek el, így az 1999-es szezonban jó teljesítményt vártak tőlük, de eredményük 6–6 lett. 2000-ben a Wolverines elleni 38–26-os vereséget követően Coopert kirúgták.

## Visszavonulása után
Az edzőséget követően a Cincinnati Bengals toborzóasszisztense és az ESPN elemzője lett.
2008. május 1-jén a College Football Hall of Fame, 2012. december 30-án pedig a Rose Bowl Hall of Fame tagja lett. 2014. szeptember 8-án bekerült az Iowa State Cyclones dicsőségcsarnokába.

## Eredményei vezetőedzőként
| Év                                                  | Eredmény                                            | Eredmény                                            | Helyezés                                            | Továbbjutás                                         | Rangsor                                             | Rangsor                                             |
| Év                                                  | Összesített                                         | Konferencia                                         | Helyezés                                            | Továbbjutás                                         | Coaches                                             | AP                                                  |
| Tulsa Golden Hurricane (Missouri Valley Conference) | Tulsa Golden Hurricane (Missouri Valley Conference) | Tulsa Golden Hurricane (Missouri Valley Conference) | Tulsa Golden Hurricane (Missouri Valley Conference) | Tulsa Golden Hurricane (Missouri Valley Conference) | Tulsa Golden Hurricane (Missouri Valley Conference) | Tulsa Golden Hurricane (Missouri Valley Conference) |
| --------------------------------------------------- | --------------------------------------------------- | --------------------------------------------------- | --------------------------------------------------- | --------------------------------------------------- | --------------------------------------------------- | --------------------------------------------------- |
| 1977                                                | 3–8                                                 | 2–3                                                 | T-4.                                                | –                                                   | –                                                   | –                                                   |
| 1978                                                | 9–2                                                 | 4–1                                                 | 2.                                                  | –                                                   | –                                                   | –                                                   |
| 1979                                                | 6–5                                                 | 0–0                                                 | –                                                   | –                                                   | –                                                   | –                                                   |
| 1980                                                | 8–3                                                 | 4–1                                                 | 1.                                                  | –                                                   | –                                                   | –                                                   |
| 1981                                                | 6–5                                                 | 5–1                                                 | T-1.                                                | –                                                   | –                                                   | –                                                   |
| 1982                                                | 10–1                                                | 6–0                                                 | 1.                                                  | –                                                   | –                                                   | –                                                   |
| 1983                                                | 8–3                                                 | 5–0                                                 | 1.                                                  | –                                                   | –                                                   | –                                                   |
| 1984                                                | 6–5                                                 | 5–0                                                 | 1.                                                  | –                                                   | –                                                   | –                                                   |
| Eredmény:                                           | 56–32                                               | 31–6                                                | –                                                   | –                                                   | –                                                   | –                                                   |
| Arizona State Sun Devils (Pacific-10 Conference)    |                                                     |                                                     |                                                     |                                                     |                                                     |                                                     |
| 1985                                                | 8–4                                                 | 5–2                                                 | T-2.                                                | Holiday Bowl                                        | –                                                   | –                                                   |
| 1986                                                | 10–1–1                                              | 5–1–1                                               | 1.                                                  | Rose Bowl                                           | 5                                                   | 4                                                   |
| 1987                                                | 7–4–1                                               | 3–3–1                                               | 6.                                                  | 1987-es Freedom Bowl                                | –                                                   | 20                                                  |
| Eredmény:                                           | 25–9–2                                              | 13–6–2                                              | –                                                   | –                                                   | –                                                   | –                                                   |
| Ohio State Buckeyes (Big Ten Conference)            |                                                     |                                                     |                                                     |                                                     |                                                     |                                                     |
| 1988                                                | 4–6–1                                               | 2–5–1                                               | T-7.                                                | –                                                   | –                                                   | –                                                   |
| 1989                                                | 8–4                                                 | 6–2                                                 | T-3.                                                | Hall of Fame Bowl                                   | –                                                   | –                                                   |
| 1990                                                | 7–4–1                                               | 5–2–1                                               | 5.                                                  | Liberty Bowl                                        | –                                                   | –                                                   |
| 1991                                                | 8–4                                                 | 5–3                                                 | T-3.                                                | Hall of Fame Bowl                                   | –                                                   | –                                                   |
| 1992                                                | 8–3–1                                               | 5–2–1                                               | 2.                                                  | Florida Citrus Bowl                                 | 19                                                  | 18                                                  |
| 1993                                                | 10–1–1                                              | 6–1–1                                               | T-1.                                                | Holiday Bowl                                        | 10                                                  | 11                                                  |
| 1994                                                | 9–4                                                 | 6–2                                                 | 2.                                                  | Florida Citrus Bowl                                 | 9                                                   | 14                                                  |
| 1995                                                | 11–2                                                | 7–1                                                 | 2.                                                  | Florida Citrus Bowl                                 | 8                                                   | 6                                                   |
| 1996                                                | 11–1                                                | 7–1                                                 | T-1.                                                | Rose Bowl                                           | 2                                                   | 2                                                   |
| 1997                                                | 10–3                                                | 6–2                                                 | T-2.                                                | Sugar Bowl (BCS Alliance)                           | 12                                                  | 12                                                  |
| 1998                                                | 11–1                                                | 7–1                                                 | T-1.                                                | Sugar Bowl (BCS Alliance)                           | 2                                                   | 2                                                   |
| 1999                                                | 6–6                                                 | 3–5                                                 | T-8.                                                | –                                                   | –                                                   | –                                                   |
| 2000                                                | 8–4                                                 | 5–3                                                 | 4.                                                  | Outback Bowl                                        | –                                                   | –                                                   |
| Eredmény:                                           | 111–43–4                                            | 70–30–4                                             | –                                                   | –                                                   | –                                                   | –                                                   |
| Összesen:                                           | 192–84–6                                            | –                                                   | –                                                   | –                                                   | –                                                   | –                                                   |
| Jelmagyarázat: Konferenciabajnok                    |                                                     |                                                     |                                                     |                                                     |                                                     |                                                     |

## Fordítás
- Ez a szócikk részben vagy egészben  a   John Cooper (American football) című angol Wikipédia-szócikk ezen változatának fordításán alapul.  Az eredeti cikk szerkesztőit annak laptörténete sorolja fel. Ez a jelzés csupán a megfogalmazás eredetét és a szerzői jogokat jelzi, nem szolgál a cikkben szereplő információk forrásmegjelöléseként.